# Кёнан
Кёнан (яп. 鋸南町 Кёнан-мати) — посёлок в Японии, находящийся в уезде Ава префектуры Тиба. Площадь посёлка составляет 45,16 км², население — 8300 человек (1 августа 2014), плотность населения — 183,79 чел./км².

## Географическое положение
Посёлок расположен на острове Хонсю в префектуре Тиба региона Канто. С ним граничат города Камогава, Фуццу, Минамибосо.

## Население
Население посёлка составляет 8300 человек (1 августа 2014), а плотность — 183,79 чел./км². Изменение численности населения с 1980 по 2005 годы:
| 1980 | 12 843 чел. |  |
| 1985 | 12 442 чел. |  |
| 1990 | 11 696 чел. |  |
| 1995 | 11 071 чел. |  |
| 2000 | 10 521 чел. |  |
| 2005 | 9778 чел.   |  |

## Символика
Деревом посёлка считается камелия.